# Honda Civic Tour
Honda Civic Tour — ежегодный концертный тур, спонсируемый компанией Honda Motor Company.

## Тур 2001 года

### Первая часть
- Главный артист: blink-182
- Поддерживающие артисты: Alkaline Trio, No Motiv, Sum 41 и The Ataris

### Вторая часть
- Главный артист: Everclear
- Поддерживающие артисты: American Hi-Fi и The Mayfield Four

## Тур 2002 года
- Главный артист: Incubus
- Поддерживающие артисты: Hoobastank и Phantom Planet

## Тур 2003 года
- Главные артисты: New Found Glory и Good Charlotte
- Поддерживающие артисты: Hot Rod Circuit, Less Than Jake, MXPX, Stretch Arm Strong, The Movielife и The Disasters

## Тур 2004 года
- Главный артист: Dashboard Confessional
- Поддерживающие артисты: The Get Up Kids, Thrice, Val Emmich, The Format, Say Anything, Hot Water Music, Motion City Soundtrack и Head Automatica

## Тур 2005 года
- Главный артист: Maroon 5
- Поддерживающие артисты: Phantom Planet, The Donnas и The Thrills

## Тур 2006 года
- Главный артист: The Black Eyed Peas
- Поддерживающие артисты: Flipsyde и The Pussycat Dolls

## Тур 2007 года
- Главный артист: Fall Out Boy
- Поддерживающие артисты: +44, The Academy Is..., Cobra Starship и Paul Wall

## Тур 2008 года
- Главный артист: Panic! at the Disco
- Поддерживающие артисты: The Hush Sound, Motion City Soundtrack и Phantom Planet

## Тур 2009 года
- Отменён

## Тур 2010 года
- Главный артист: Paramore
- Поддерживающие артисты: Tegan and Sara (кроме 28 июля в Comcast Center и 30 июля в Norfolk Virginia, где выступал Relient K), New Found Glory, Kadawatha

## Тур 2011 года
- Главные артисты: blink-182 и My Chemical Romance
- Поддерживающие артисты: Rancid, Manchester Orchestra, Against Me!, Matt & Kim

## Тур 2012 года
- Главные артисты: Linkin Park и Incubus
- Поддерживающие артисты: MuteMath

## Тур 2013 года
- Главные артисты: Maroon 5 и Келли Кларксон
- Поддерживающие артисты: Rozzi Crane, Tony Lucca, Пи Джей Мортон

## Тур 2014 года
- Главные артисты: Grouplove & Portugal. The Man, American Authors, 3BallMTY
- Поддерживающие артисты: Typhoon, Tokyo Police Club, Echosmith